# Cheung Yan
Cheung Yan (Hongkonger Schreibweise, andere: Zhang Yin; * 1957 in Shaoguan) ist die Gründerin und Inhaberin des privaten chinesischen Verpackungspapier-Unternehmens Nine Dragons Paper Holdings Ltd. und eine der reichsten Chinesen.

## Leben
Sie wurde als älteste von acht Kindern von Cheung Deen, einem Offizier der chinesischen Roten Armee (heute Volksbefreiungsarmee), geboren. Seine guten Kontakte zur regierenden Kommunistischen Partei halfen, ihr im Laufe ihrer Karriere viele Türen zu öffnen. Nachdem er aus der Armee ausgeschieden war, wurde ihr Vater Generaldirektor eines Bergbau-Unternehmens in Guangdong. 1985 ging sie von Guangdong aus nach Hongkong und war dort zunächst als Buchhalterin eines Unternehmens tätig, das jedoch noch im gleichen Jahr in Insolvenz ging. Sie bekam dann von einem Geschäftsmann eine andere Stelle angeboten mit einem Jahresgehalt entsprechend dem zehnfachen des Durchschnittseinkommens in Hongkong, schlug diese jedoch aus. Stattdessen gründete sie, mit einem Startkapital von 30.000 Yuan, ohne jede Ahnung von der Branche und ohne einen Brocken Englischkenntnisse, über Zwischenhändler ein Unternehmen für den Import von Altpapier aus den USA nach China. In China wurde das Altpapier zu dringend benötigtem Wellpapperohpapier für die boomende Exportbranche Chinas verarbeitet (China selbst hat eigene riesige Waldbestände im Zuge der Industrialisierungspolitik des „Großen Sprungs vorwärts“ unter Mao abgeholzt). 1990 verlegte das Unternehmen den Sitz nach Pomona (Kalifornien). Zusammen mit ihrem Mann Liu Ming Chung, einem in Taiwan geborenen und in Brasilien aufgewachsenen Arzt, steuerte sie das Export-Unternehmen „American Chung Nam“ von ihrer simplen Apartmentwohnung aus.
Bald wurde es der nach Volumen größte Altpapier-Exporteur der USA. In China gründete sie außerdem eine Papierfabrik, die heute der größte Verpackungspapierhersteller Chinas ist. Weil das Altpapier nicht als Wertstoff, sondern als Abfall betrachtet wurde (und wird), waren (und sind) ihre Kosten bei dem Geschäft extrem niedrig. Für den Transport nutzte sie den Umstand, dass die Frachter, welche Waren aus China in die USA brachten, auf dem Rückweg praktisch leer fuhren. Sie boten daher Transportkapazitäten zu sehr günstigen Preisen.
An dem Unternehmen hält sie heute, zusammen mit ihrem Mann und ihrem Bruder Cheung Chengfei, 72 % der Anteile (Stand August 2006). Auch einer ihrer Söhne, Lau Chun Shun, ist Mitglied der Unternehmensleitung. Durch den Gang ihrer Firma im März 2006 an die Hongkonger Börse verneunfachte sich ihr Vermögen innerhalb kürzester Zeit auf 3,4 Milliarden US-Dollar (Stand Ende 2006). Einer der größten übrigen Aktionäre des Unternehmens ist der Baring Hong Kong China Fund.
Cheung Yan verdrängt den bisherigen Platzinhaber, Huang Guangyu (Inhaber von GOME Electrical Appliances), mit weitem Abstand vom Spitzenplatz als reichster Mensch Chinas. Bemerkenswert ist in diesem Zusammenhang, dass den Rang des reichsten Chinesen zuvor ausschließlich Männer und Leiter von Staatsunternehmen innehatten. Zudem verwies sie als reichste Selfmade-Frau der Welt „Konkurrentinnen“ wie Joanne K. Rowling, Meg Whitman (eBay-Chefin) und Oprah Winfrey auf die Plätze.
Cheung Yan ist Mitglied der Politische Konsultativkonferenz des chinesischen Volkes. Sie lebt jedoch seit langem bei Los Angeles.

## Zitate
- „Andere Leute sahen Altpapier als Müll an. Ich habe es als einen Wald von Bäumen betrachtet.“ (Cheung Yan, November 2006)
- „Geld ist nicht so wichtig für mich, vielleicht weil ich denke, dass ich es immer wieder neu verdienen kann.“ (zitiert nach Stern, siehe Weblinks)